# ذخیره‌سازی نرم‌افزار گرا
ذخیره‌سازی نرم‌افزار گرا Software Defined Storage
عنوانی است که در بازاریابی به نرم‌افزارهای ذخیره‌سازی اطلاعات کامپیوتری گفته می‌شود که صرف نظر از زیرساخت سخت‌افزاری امکان اعمال سیاست‌ها ارائه اطلاعات و مدیریت ذخیره‌سازی را فراهم می‌نمایند.
ذخیره‌سازی نرم‌افزار گرا عمدتاً نوعی از ذخیره‌سازی مجازی را در بر می‌گیرد که لایه فیزیکی تجهیزات را از نرم‌افزاری که آن را مدیریت می‌کند مجزا نگه می‌دارد. نرم‌افزاری که امکان ذخیره‌سازی را فراهم می‌نماید در برخی موارد امکان مدیریت سیاست‌های ذخیره‌سازی مانند جلوگیری از دوباره ذخیره شدن اطلاعات، ارایه محدود، پشتیبان‌گیری و تصویر برداری از اطلاعات را فراهم می‌کند.
سخت‌افزارهای این نوع از ذخیره‌سازی ممکن است قابلیت‌هایی از جمله همپارچه شدن، خودکارسازی و مواردی از این دست را در خود داشته باشند. هنگامی که این فنا وری به صورت فقط نرم‌افزاری پیاده‌سازی می‌شود می‌تواند در ترکیب با تجهیزات سخت‌افزاری عادی دارای هارد دیسک‌های داخلی امکاناتی مانند فایل سیستم‌های جهانی مجازی ارایه نماید؛ و هنگامی که در ترکیب با سخت‌افزارهای پیچیده ذخیره‌سازی پیاده‌سازی شود می‌تواند امکاناتی مانند مجازی سازی ذخیره کننده‌ها و مدیریت منابع ذخیره‌سازی ارایه نماید. در صورتی که کارکرد مدیریت سیاست‌های ذخیره‌سازی نوعی هوش مصنوعی را در بر بگیرد می‌تواند نوعی پیاده‌سازی هوشمند نیز تلقی شود.
ذخیره‌سازی نرم‌افزار گرا می‌تواند بر مبنای شبکه‌های ذخیره‌سازی سنتی یا در نقش ذخیره‌سازی متصل به شبکه یا ذخیره‌ساز اشیاء نرم‌افزاری نیز پیاده‌سازی شده باشد.
صنعت ذخیره‌سازی نرم‌افزار گرا: مفهوم دیتا سنتر نرم‌افزار گرا، در ابتدا در تعبیری کلی تر به تمامی ذخیره‌سازها سرورها و منابع شبکه که قابلیت تعریف و ارایه شدن توسط نرم‌افزار را داشته باشند گفته می‌شد. سپس شرکت‌هایی ذخیره‌سازی نرم‌افزار گرا را به عنوان زیر مجموعه ایی برای نرم‌افزارهای واسط ذخیره‌سازی استفاده کردند. در نهایت انجمن تجهیزات ذخیره‌سازی طی مذاکراتی با سازنده گان تجهیزات به تعریف استاندارد امروزی از ذخیره‌سازی نرم‌افزار گرا دست یافت.
ویژگی‌ها:
ویژگی‌های ذخیره‌سازی نرم‌افزار گرا می‌تواند شامل موارد زیر باشد:
مجزا کردن خدمات منطقی ذخیره‌سازی از لایه فیزیکی تجهیزات ذخیره کننده و در مواردی همپارچه سازی منابع ذخیره‌سازی گوناگون از سازنده گان مختلف را در بر می‌گیرد. به دلیل هزینه‌های بالاتر جابه جایی و ذخیره‌سازی پراکنده داده‌ها نسبت به سرویس‌های پردازشی، رهیافت همپارچه سازی برای تجمیع منابع فیزیکی و در عین حال جداسازی آن‌ها به صورت مجازی توسط نرم‌افزارهای واسط که آرایه‌های ذخیره‌سازی را پویش می‌کنند باعث می‌گردد امکان ارایه خدمات تفکیک شده تر و مدیریت شده تر فراهم گردد.
مجازی سازی در ذخیره اطلاعات: به صورت سنتی تجهیزات ذخیره‌سازی از مجازی سازی برای تقسیم درایوهایی بر منابع آرایه‌های دیسک و والیوم‌های مجازی در میان بخش‌های منبع ذخیره‌سازی استفاده می‌کنند. محصولات مستقلی هم برای ارایه خدماتی مشابه ذخیره‌سازی نرم‌افزار گرا برای ارایهٔ مدیریت بهتر تبادل اطلاعات میان تجهیزات ذخیره‌سازی با استفاده از فیبر نوری یا تکنولوژی‌های مدرن مدیریت هارددیسک‌ها نیز وجود دارد. برای مثال openStack راهکاری در قالب پروژه متن باز برای توسعه دهندگان نرم‌افزار و تولیدکننده گان ارایه داده‌است.
هایپر وایزور در ذخیره‌سازی:
در علوم کامپیوتری هایپروایزر ذخیره‌سازی، نرم‌افزاری است که می‌تواند بر روی یک پلتفرم سخت‌افزاری سرور یا ماشین مجازی اجرا شود. ممکن است در کنار سیستم مدیریت ماشین‌های مجازی قرار گرفته یا کنترل تمامی پلتفرم را در دست خود داشته باشد. مانند هایپروایزر در سرورهای مجازی، یک هایپروایزر ذخیره‌سازی ممکن است بر روی سخت افزارخاص یا معماری سخت‌افزاری خاص اجرا شود یا مستقل از سخت‌افزاری که بر روی آن اجرا می‌شود عمل کند.
نرم‌افزار هایپروایزر منبع ذخیره‌سازی تحت مدیریت خود را مجازی سازی کرده و یک یا چند واحد ذخیره‌سازی انعطاف‌پذیر ارایه می‌نماید. این سامانه با انتقال مدیریت ذخیره‌سازی به لایه ای مستقل، ایستایی سیستم و زمان سرویس دهی مفید بیشتری را ارایه می‌نماید. به همین منوال هایپر وایزور می‌تواند برای افزایش نرخ به‌کارگیری دیسک‌ها و قابلیت اتکای بیشتر به دیسک‌ها به کار گرفته شود.
هایپر وایزور ذخیره‌سازی مجموعه ای از عملکردهای نظارت و کنترل را برای مجموعه‌های هم پارچه از دیسک‌ها فراهم می‌نماید تا سرعت، عملیاتی بودن و در دسترس بودن بیشتری برای این مجموعه‌ها فراهم نماید.
استفاده از هایپروایزر باعث تجمیع ارزش افزوده در سیستم‌ها ذخیره‌سازی مبتنی بر دیسک می‌گردد حتی در شرایطی که دیسک‌ها با یکدیگر ناهمسان و ناسازگار باشند با استفاده کامل از توانایی‌های هر دیسک قابلیت‌های کلی سیستم در سرعت، ایمنی داده‌ها و سرویس‌های تبادلی را بهبود می‌بخشد زیرا بر خلاف نر افزارهای داخلی یا بسته‌های نرم‌افزاری که همراه با تجهیزات ارایه می‌شوند این راهکار مدل‌های گوناگون و تکنولوژی‌های متفاوتی را در برمی گیرد. در این حالت بدون هیچ گونه نیاز به سازگاری در بین تجهیزات زیرین عملکردی یکپارچه و یکسان از کل سیستم ارایه می‌گردد. هنگامی که مدیریت ذخیره‌سازی به عهده هایپروایزر باشد تمامی منابع ذخیره‌سازی توسط این سیستم مدیریت شده و خدمات مورد انتظار (عملکرد و ایستایی) به صورت یکسان ارایه می‌شود.
اصطلاح هایپر وایزور به این دلیل به این سیستم گفته می‌شود که در مقایسه با مفهوم سوپروایزر یک درچه بالاتر بوده و در زمینه هوشمندی و مدیریت بهتر کاملاً برتری فنی و عملیاتی را دارا می‌باشد.
تفاوت بین هایپروایزور در سرورها و ذخیره‌سازی:
مجازی سازی سرورها با تکنولوژی‌هایی مانند VMware ESX, Microsoft Hyper-V, Citrix XenServer, Linux KVM, Xen) باعث شده‌است که نیاز به سخت‌افزارهای سرور کاهش و عملکرد آن‌ها افزایش پیدا کند، در عین حال مدیریت این منابع نیز آسانتر و منعطف تر انجام شود و این کارکرد باعث شده‌است تا برای ارایه سرویس‌های مشابه سخت‌افزارهای کمتری مورد نیاز باشند، در عین‌ حال تهییه پشتیبان و سایر وظایف نگهداری نیز آسان‌تر انجام پذیرد.
کاری که در هایپروایزر برای سرورها انجام می‌شود توسط هایپروایزر ذخیره‌سازی برای تجهیزات ذخیره‌سازی انجام می‌گردد. این فناوری استفاده از ورودی / خروجی سیستم را برای هایپروایزر و سرور آسانتر کرده و عملکرد دیسک‌ها را بهتر و تعداد دیسک‌های مورد نیاز را کاهش می‌دهد.